# Gustave Bosquet

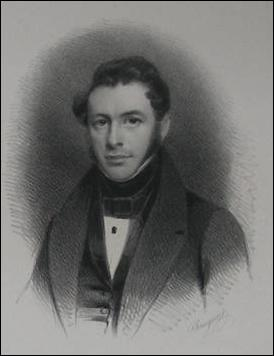
Gustave Bosquet

Gustave Jean Ferdinand Bosquet (Brussel, 31 juli 1801 - Sint-Gillis, 24 maart 1876) was een Belgisch magistraat en volksvertegenwoordiger.

## Biografie

### Familie
Gustave Bosquet was een kleinzoon van François-Jacques Bosquet, gemeenteraadslid en zegelbewaarder van Mariembourg, en een zoon van Jean-Baptiste Bosquet, schout van het Land van Duffel, en Joséphine de la Croix. Hij was een broer van Adolphe Bosquet, advocaat bij het Hof van Cassatie.
Hij trouwde in 1833 in Brussel met met Isabelle t'Kint (1808-1878), dochter van Jean-Baptiste t'Kint, advocaat bij de Raad van Brabant. Ze kregen twee dochters.
- Léonie Bosquet (1835-1923), trouwde in 1854 in Brussel met baron Gustave de Mévius (1834-1877), provincieraadslid van Namen en gouverneur van Namen. Ze kregen twee zoons en een dochter, waaronder baron Eugène de Mévius, met afstammelingen tot heden. Ze waren de schoonouders van burggraaf Octave Le Sergeant d'Hendecourt.
- Anna Bosquet (1850-1929), trouwde in 1874 in Rhisnes met baron Victor de Gaiffier d'Hestroy (1837-1894). Ze kregen twee dochters, met afstammelingen tot heden.

### Loopbaan
Hij behaalde zijn doctoraat in de rechten aan de Universiteit van Leiden (1824) met een thesis die werd gepubliceerd onder de titel De agnitione librorum naturalium. Hij was korte tijd advocaat in Brussel en koos voor een carrière in de magistratuur:
- substituut-procureur in Oudenaarde (1827-1830),
- substituut-procureur in Brussel (1830-1832),
- procureur des Konings in Brussel (1832-1836),
- raadsheer in het hof van beroep in Brussel (1836-1851),
- raadsheer in het Hof van Cassatie (1861-1876).

Op het gemeentelijk vlak was Bosquet gemeenteraadslid van Brussel (1834-1836) en Sint-Gillis (1846-1875).
In 1835 werd hij verkozen tot volksvertegenwoordiger voor het arrondissement Brussel. Zijn verkiezing in de gemeenteraad en in het parlement was waarschijnlijk het gevolg van zijn kordate houding bij het onderdrukken van de ongeregeldheden die zich voordeden in februari 1834. Hij bleef slechts gedurende een jaar in de Kamer zetelen. In april 1836 werd hij al opgevolgd door Albert Goblet d'Alviella.
Hij was verder ook nog:
- lid, nadien voorzitter van de bestuursraad van het Correctiehuis van Vilvoorde (1833-1871),
- lid van de bestuursraad van de militaire gevangenis van Brussel (1833-1837).